# Automeris nigrolineata
Automeris nigrolineata är en fjärilsart som beskrevs av Eckerlein. 1935. Automeris nigrolineata ingår i släktet Automeris och familjen påfågelsspinnare. Inga underarter finns listade i Catalogue of Life.